# Al Nasr Benghazi
Al Nasr Benghazi is een Libische voetbalclub uit Benghazi die speelt in de Premier League, de Libische eerste klasse. De club werd in 1954 opgericht.

## Erelijst
Landskampioen
in 1987, 2018, 2024
Beker van Libië
Winnaar: 1978, 1982, 1984, 1997, 2003, 2010
Al Ahly Benghazi · Al Ahly Tripoli · Al Akhdar Derna · Al Ittihad Tripoli · Al Jazeera Tripoli · Al Madina Tripoli · Al Nasr Benghazi · Al Olympic Zaouia · Al Shat Tripoli · Al Soukour · Al Tahaddy Benghazi · Al Wahda Tripoli · Khaleej Syrte · Ngom Egdabya